# Francesc Fajula
Francesc Fajula i Pellicer (San Juan de las Abadesas, 13 de noviembre de 1945) es un arquitecto y escultor español. 

## Biografía

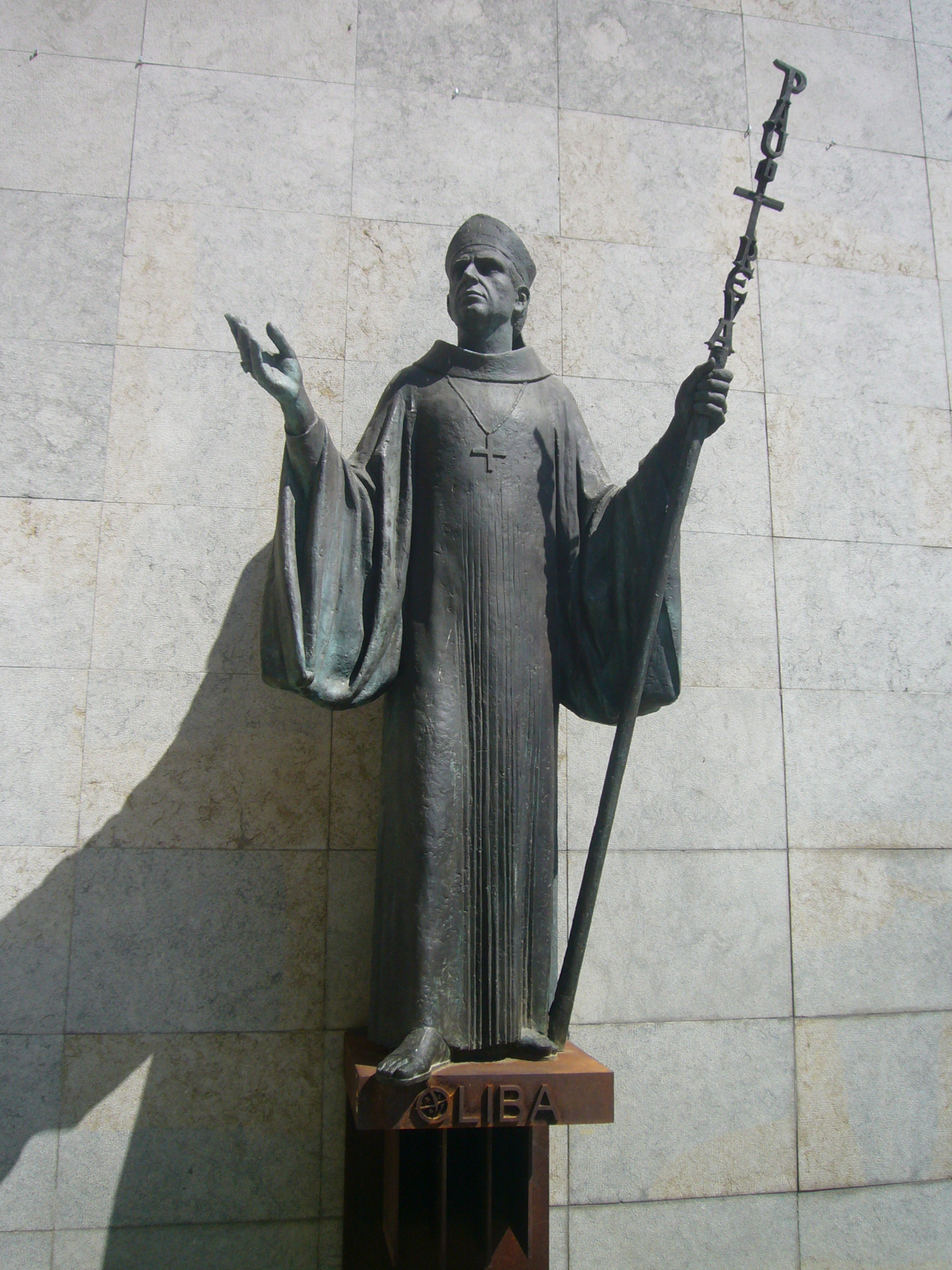
Abad Oliba, Monasterio de Ripoll (2008).

Inició sus estudios en 1959 en la Escuela de Artes y Oficios de Olot, que continuó al año siguiente en la Escuela de la Lonja de Barcelona, y entre 1963 y 1967 en la Escuela Superior de Bellas Artes de Sant Jordi de Barcelona. En 1970 estudió en la Facoltà di Lettere y en el Istituto d'Arte de Urbino, y al año siguiente en la Accademia Pietro Vannucci de Perugia. Fajula es doctor en Bellas Artes por la Universidad de Barcelona, arquitecto superior por la Universidad Politécnica de Cataluña y académico correspondiente de la Real Academia Catalana de Bellas Artes de San Jorge. Desde 1981 es profesor en la Facultad de Bellas Artes de la Universidad de Barcelona.
Como escultor ha participado en diversas exposiciones tanto individuales como colectivas en España, Italia y Francia, y tiene obra en diversos museos, colecciones públicas y privadas y espacios públicos de diversos países. Como arquitecto es autor de diversos edificios públicos y particulares.
Entre sus obras más destacadas figuran varias estatuas en el Templo Expiatorio de la Sagrada Familia de Barcelona: el Cristo crucificado del baldaquino sobre el altar central (2010), la figura de Santa Escolástica en el ábside (2013) y el grupo escultórico del Sepulcro vacío en el cimacio de la fachada de la Pasión (2018), formado por un ángel y las Tres Marías. En el mismo templo ha esculpido las figuras de cerámica esmaltada del Cordero y el Vendimiador de la sacristía de poniente.
Es autor también de la escultura del Abad Oliba situada en el exterior del Monasterio de Ripoll (2008), así como del Monumento a Eduard Soler (2010), en el mismo municipio. Otra obra suya es la efigie de Lluís Maria Xirinacs (2011).